# A bűn állomásai
A bűn állomásai (eredeti címe: The Yards) egy 2000-es amerikai bűnügyi film, amelyet James Gray rendezett. A produkció főszerepében Mark Wahlberg, Joaquin Phoenix, Charlize Theron és Faye Dunaway. A film premierjét 2000. május 19-én mutatták be a 2000-es cannes-i filmfesztiválon. Magyarországon csak videókazettán volt elérhető 2001. december 11-től.

## Cselekmény
Leo Handler meglepetéspartin találkozik unokatestvérével Ericával és annak párjával, Willie-vel. Leo feltételes szabadlábon van, mert elvitt Willie helyett egy balhét. Leo nagyon szeretne munkát találni, hogy eltarthassa az édesanyját, aki szívbeteg. Willie azt javasolja, hogy dolgozzon Erica mostohaapjának, Frank Olchinnak.
Franknek vasúti kocsijavító cége van, aki arra biztatja Leót, hogy jelentkezzen a cégnél egy kétéves gépészképzésre, cserébe a képzést ő kifizeti, Leo pedig elfogadja az ajánlatot. A brooklyni városházán Willie elmagyarázza, hogy mennyire korrupt a szerződéses rendszer a javítási munkáknál. A szerződések odaítéléséről szóló meghallgatás után Hector Gallardo megkeresi Willie-t, hogy hagyja ott Frank cégét, és lépjen át az övébe. Willie elhárítja őt, és magával viszi Leót a Roosevelt-szigetre, ahol megveszteget egy, a szerződések odaítéléséért felelős tisztviselőt.
Egy éjszaka Willie elviszi Leót egy vasúti pályaudvarra, ahol egy bandával szabotálja Gallardo cégének munkáját, hogy csökkentse a minőségi minősítésüket és a szerződéskötési esélyeiket. Leónak azt mondják, hogy álljon őrt, miközben a csapat szabotálja a vonatkapcsolókat. Willie elindul az állomásfőnök irodájába, hogy Knicks-jegyekkel fizesse ki, azonban Gallardo már 2000 dollár készpénzzel megelőzte őt. Az állomásfőnök riadót fúj, ami odavonz egy rendőrt. Leo retteg attól, hogy visszakerül a börtönbe, és megpróbál elmenekülni. Amikor a rendőr ütni kezdi Leót a gumibotjával, Leo eszméletlenre veri. Miközben menekül, látja, hogy Willie megöli az állomásfőnököt.
A kórházba került rendőr később azonosítja Leót, mint a támadóját, ami széleskörű hajtóvadászatot indít. A rendőrség feltételezi, hogy Leo ölte meg az állomásfőnököt is. Amikor rajtaütnek az anyja lakásán, az asszony szívrohamot kap, ami még jobban legyengíti. Willie utasítása ellenére, hogy lapuljon egy ideig, Leo elmegy, hogy meglátogassa beteg édesanyját. Az anyját ápolva Erica rájön, hogy Willie Leóval volt a pályán, és rájön, hogy valójában Willie végzett az állomásfőnökkel, ezért szakít vele. 
Frank kitagadja Willie-t, aki nem kapja meg Gallardo védelmét sem. Erica könyörög Franknek, hogy segítsen, de ehelyett Leo rájön, hogy Frank kész megölni őt. A lehetőségekből kifogyva Leo Gallardóhoz fordul védelemért. Gallardo ügyvédeivel az oldalán Leo feladja magát a vasútállomáson történt incidens és a szerződéses korrupció ügyében tartott nyilvános meghallgatáson. Rájönnek, hogy a sérült zsaru tanúvallomása Leo ellen senkinek sem áll érdekében, Frank és Gallardo egy háttéralku keretében tárgyalnak a szerződések újbóli felosztásáról Arthur Mydanick Queens kerületi elnökkel.
Willie felkeresi Ericát, hogy megpróbálja visszahódítani. Frank elmondja neki, hogy Erica és Leo fiatalon szerelmesek voltak egymásba, és egyszer rajtakapták őket szex közben. A férfi indulataitól és féltékenységétől tartva Erica beindítja a csendes házi riasztót. Willie megpróbálja megölelni, de amikor a lány elhúzódik tőle, véletlenül lelöki Ericát a második emeleti lépcsőfokról, és a halálba taszítja. A házon kívül megadja magát a rendőrségnek, akik a riasztásra reagáltak.
A rendőrség belép a meghallgatásra, hogy értesítse Erica édesanyját, Kittyt és Franket Erica haláláról. Erica temetése után Frank félrehívja Leót, és segítséget ígér neki a jövőben, ha csendben marad a főügyész meghallgatásán. Leo undorodva fordul el, és csatlakozik a gyászoló Kittyhez és a család többi tagjához. Leo tanúskodik Frank és a többiek ellen, akik részt vettek a vasúti pályák (The Yards) körüli politikai korrupcióban.

## Szereplők
| Szerep              | Színész              | Magyar hangja  |
| ------------------- | -------------------- | -------------- |
| Leo Handler         | Mark Wahlberg        | Bartucz Attila |
| Willie Gutierrez    | Joaquin Phoenix      | Laklóth Aladár |
| Erica Stoltz        | Charlize Theron      | Haumann Petra  |
| Frank Olchin        | James Caan           | Ujréti László  |
| Val Handler         | Ellen Burstyn        | Tóth Judit     |
| Kitty Olchin        | Faye Dunaway         | Földi Teri     |
| Arthur Mydanick     | Steve Lawrence       | Balázsi Gyula  |
| Raymond Price       | Andrew Davoli        | n.a            |
| Seymour Korman      | Tony Musante         | Áron László    |
| Paul Lazarides      | Victor Argo          | Lázár Sándor   |
| Manuel Sequiera     | Tomás Milián         | Szokolay Ottó  |
| Hector Gallardo     | Robert Montano       | n.a            |
| Albert Granada      | Victor Arnold        | Izsóf Vilmos   |
| Bernard Stoltz      | Chad Aaron           | Molnár Levente |
| Nathan Grodner      | Louis Guss           | n.a            |
| Todd                | Domenick Lombardozzi | Kapácsy Miklós |
| Elliot Gorwitz      | Joe Lisi             | n.a            |
| Jerry Rifkin rendőr | David Zayas          | n.a            |
| felügyelőtiszt      | Joseph Ragno         | Csuha Lajos    |

További magyar hangok: Damu Roland, Forró István, Janovics Sándor, Szinovál Gyula, Törtei Tünde

## Díjak és jelölések
- 2000-es cannes-i filmfesztivál: Arany Pálma (jelölés)

## Fogadtatás
A film vegyes fogadtatásra lelt a kritikusok körében. A Rotten Tomatoeson 64%-os minősítést kapott 98 értékelés alapján, az összefoglaló szerint: „Az erős alakításokkal és rendezéssel rendelkező A bűn állomásai egy gazdagon szerkesztett, autentikus hangulatú krimi.” Todd McCarthy a Varietytől azt írta: „[A film] egy A rakparton utánzat akar lenni, amelyet olyan nehézkes baljóslatúsággal rendeztek, hogy a drámát az önhittség sűrű szószába fojtja.” Andrew Sarris az Observertől úgy nyilatkozott: „Nem emlékszem, hogy egy ilyen jól játszott és vizuálisan is ilyen jól megformált filmet mikor volt ennyire nyomasztó végigülni.” Kevin Thomas a Los Angeles Timestól azt írta: „Kevin Thompson díszlettervező döntő mértékben hozzájárult a film hitelességéhez, ami éppoly pontos, mint amennyire kifinomult.”
A MetaCriticen 58 pontot ért el a 100-ból 31 vélemény alapján. Desmond Ryan a The Philadelphia Inquirertől úgy vélte: „A szokásos fekete-fehér kontraszt helyett A bűn állomásai a szürkék élénk palettáját kínálja, és ez egy sokkal kifizetődőbb színvilág egy film számára.” Robert Horton a Film.com-tól azt írta: „Coppola és Scorsese filmjeiből felismerhető filmes helyzetek gyűjteménye, kevésbé nyilvánvaló Kazan iránti adóssággal.”
A Box Office Mojo szerint a produkció veszteséges volt. A 24 millió dolláros költségvetésre csupán 924 ezer dollár bevétel érkezett.